# Thanh Bình, Chợ Gạo
Thanh Bình là một xã thuộc huyện Chợ Gạo, tỉnh Tiền Giang, Việt Nam.

## Địa lý
Xã Thanh Bình có diện tích 14 km², dân số năm 2013 là 9.535 người, mật độ dân số đạt 681 người/km².